# Grammothele bambusicola
Grammothele bambusicola är en svampart som beskrevs av Ryvarden 1984. Grammothele bambusicola ingår i släktet Grammothele och familjen Polyporaceae.   Inga underarter finns listade i Catalogue of Life.